# Sam Clucas
Samuel Raymond „Sam” Clucas (ur. 25 września 1990 w Lincoln) – angielski piłkarz występujący na pozycji pomocnika w  Rotherham United.